# Lažany (zámek)
Lažany jsou zámek ve stejnojmenné obci v okrese Strakonice. Postaven byl na místě starší tvrze ve druhé polovině šestnáctého století, ale dochovaná podoba je výsledkem barokní přestavby a pozdějších úprav. Budova zámku s přilehlým parkem je chráněna jako kulturní památka.

## Historie
První písemná zmínka o panském sídle v Lažanech pochází z roku 1496, kdy zde stála gotická tvrz. Patřila rodu Žákavců ze Žákavy, z nichž Václav Žákavec na Jivňanech si ji nechal 1544 zapsat do obnovených desk zemských, a o tři roky později ji prodal Volfovi Rýzmberskému z Janovic. Od něj ji roku 1550 koupil Pavel Kořenský z Terešova, který je společně s Adamem Kořenským uveden jako spolumajitel ještě v roce 1572. Někdy v průběhu druhé poloviny šestnáctého století byl na místě staré tvrze postaven renesanční zámek. Adamova dcera Alžběta, poprvé provdaná Řepická, zapsala Lažany roku 1604 svému druhému manželovi Fabiánu Jáchymu Sekerkovi ze Sedčic. Později byly Lažany spojeny s čekanickým panstvím, a celek roku 1668 koupila Kateřina Enisová, rozená Vitanovská z Vlčkovic, která v roce 1673 prodala Lažany Marii Kateřině Enisové, manželce rytíře Jana Arnošta Enise z Atteru. Jejich potomkům zámek patřil až do roku 1874. František Enis nechal roku 1760 zámek rozšířit o barokní severní křídlo, ale podle Památkového katalogu k přestavbě došlo ve druhé polovině sedmnáctého století za hraběte Jana Desfourse.
Ve druhé polovině dvacátého století zámek patřil strakonickému okresnímu národnímu výboru, který v něm zřídil domov důchodců. V roce 2002 byl zámek vydán restituentům a domov důchodců přestěhován do nově postavené budovy v Blatné. 

## Stavební podoba
Z opevnění původní tvrze se dochovaly příkopy upravené na rybníčky. Jednopatrovou zámeckou budovu tvoří dvě vzájemně kolmá křídla s hladkými fasádami. V přízemí bývala kaple zaklenutá valenou klenbou. Součástí památkově chráněného areálu je park.